# قلعة أم الرؤوس
قلعة أم الرؤوس قلعة عراقية أثرية قديمة، تقع على الضفة الشرقية لنهر الفرات، على بعد (35 كم) من شمال غربي الفلوجة. وهي عبارة عن ساحة مربعة الشكل محاطة بسور ضخم مبني بأكبر نوع من اللبن القديم، ويبلغ طول ضلع الساحة زهاء (150م)، أما السور فيعلو عن مستوى سطح الساحة ثمانية أمتار تقريباً. وتشبه هذه القلعة من حيث تصميمها والمادة التي استخدمت في بنائها، وهي اللبن ذو الحجم الكبير للبن يجعلها تشبه قلعة الناي القديمة الواقعة في وسط أراضي الغرفة (أراضي زراعية واسعة تقع بين الخالص و إنجانة)، شرقي نهر العظيم، وحسب قول الأهالي القريبين من المنطقة التي تقع فيها قلعة أم الرؤوس، كان قد عثر على مقبرة في هذه القلعة، وجدت رفات الموتى داخل أوان من الفخار، مما يشير إلى احتمال ان هذه القلعة تعود إلى العهد الفرثي،  لأن الفرثيين كانوا يتبعون هذه الطريقة في دفن الموتى.